# Leonora Kennedy
Leonora Kennedy (ur. 12 stycznia 1987 r. w Belfaście) – brytyjska wioślarka.

## Osiągnięcia
- Mistrzostwa Europy – Brześć 2009 – ósemka – 7. miejsce[1].
- Mistrzostwa Świata U-23 – Račice 2009 – ósemka – 1. miejsce[1].